# Gintautas Paluckas
Gintautas Paluckas, litovski politik; * 19. avgust 1979, Panevėžys.
Je litovski politik in od 12. decembra 2024 18. predsednik vlade Litve. Med letoma 2015 in 2019 je bil podžupan Vilne, od leta 2017 do 2021 vodja Litovske socialdemokratske stranke (LSDP), od volitev leta 2020 pa je član državnega parlamenta Seimas.
Na litovskih parlamentarnih volitvah leta 2024 je Paluckas kandidiral v enomandatnem volilnem okraju Utena, a je končal na tretjem mestu. Kljub temu je njegova stranka LSDP na volitvah osvojila relativno zmago, Paluckas pa je bil za poslanca izvoljen preko strankine proporcionalne liste. Kasneje, 12. decembra 2024, je bil imenovan in potrjen za predsednika vlade Litve. Oblikovanje vlade je sprožilo nekaj polemik zaradi vključitve nacionalistične in evroskeptične stranke Politinė partija "Nemuno Aušra", zlasti s strani organizacij za človekove pravice in litovske judovske skupnosti.
Gintautas Paluckas je poročen z Ilmo Paluckė. Imata dva otroka. Od leta 2023 je bil Paluckas drugi najbogatejši poslanec, in sicer z 2,13 milijona evrov premoženja. Njegova družina ima v Turčiji nasad orehov in zemljišče v Braziliji.
Poleg svoje materne litovščine Paluckas govori tekoče angleško, obvlada rusko ter osnovno špansko in portugalsko. Njegovi hobiji so tudi ribolov, igranje košarke ter reja kokoši in rac. Paluckas je član Zveze litovskih strelcev.
Je avtor več člankov in političnih kritik v domačem tisku.